# Cakile maritima subsp. integrifolia
Cakile maritima subsp. integrifolia é uma subespécie de planta com flor pertencente à família Brassicaceae. 
A autoridade científica da subespécie é (Hornem.) Greuter & Burdet, tendo sido publicada em Greuter, Burdet & G. Long, Med-Checklist 3: 74 (1986).
O seu nome comum é eruca-marítima.

## Portugal
Trata-se de uma subespécie presente no território português, nomeadamente em Portugal Continental.
Em termos de naturalidade é nativa da região atrás indicada.

## Protecção
Não se encontra protegida por legislação portuguesa ou da Comunidade Europeia.